# Kirk Cousins
Kirk Cousins (Holland, 19 agosto 1988) è un giocatore di football americano statunitense che milita nel ruolo di quarterback per gli Atlanta Falcons della National Football League. Al college ha giocato a football a Michigan State.

## Carriera professionistica

### Washington Redskins
Cousins fu scelto come settima scelta del quarto giro (104º assoluto) del Draft 2012 dai Washington Redskins.

#### Stagione 2012
Cousins debuttò come professionista nella settimana 5 subentrando a Robert Griffin III dopo che questi ebbe subito un durissimo colpo alla testa nel finale del terzo quarto. Nel suo secondo drive da professionista, il giocatore pescò il ricevitore veterano Santana Moss che segnò un touchdown da 77 yard riportando i Redskins in vantaggio contro gli imbattuti Atlanta Falcons. Dopo questo inizio da favola però, Cousins lanciò due intercetti e i Redskins furono sconfitti 24-17.

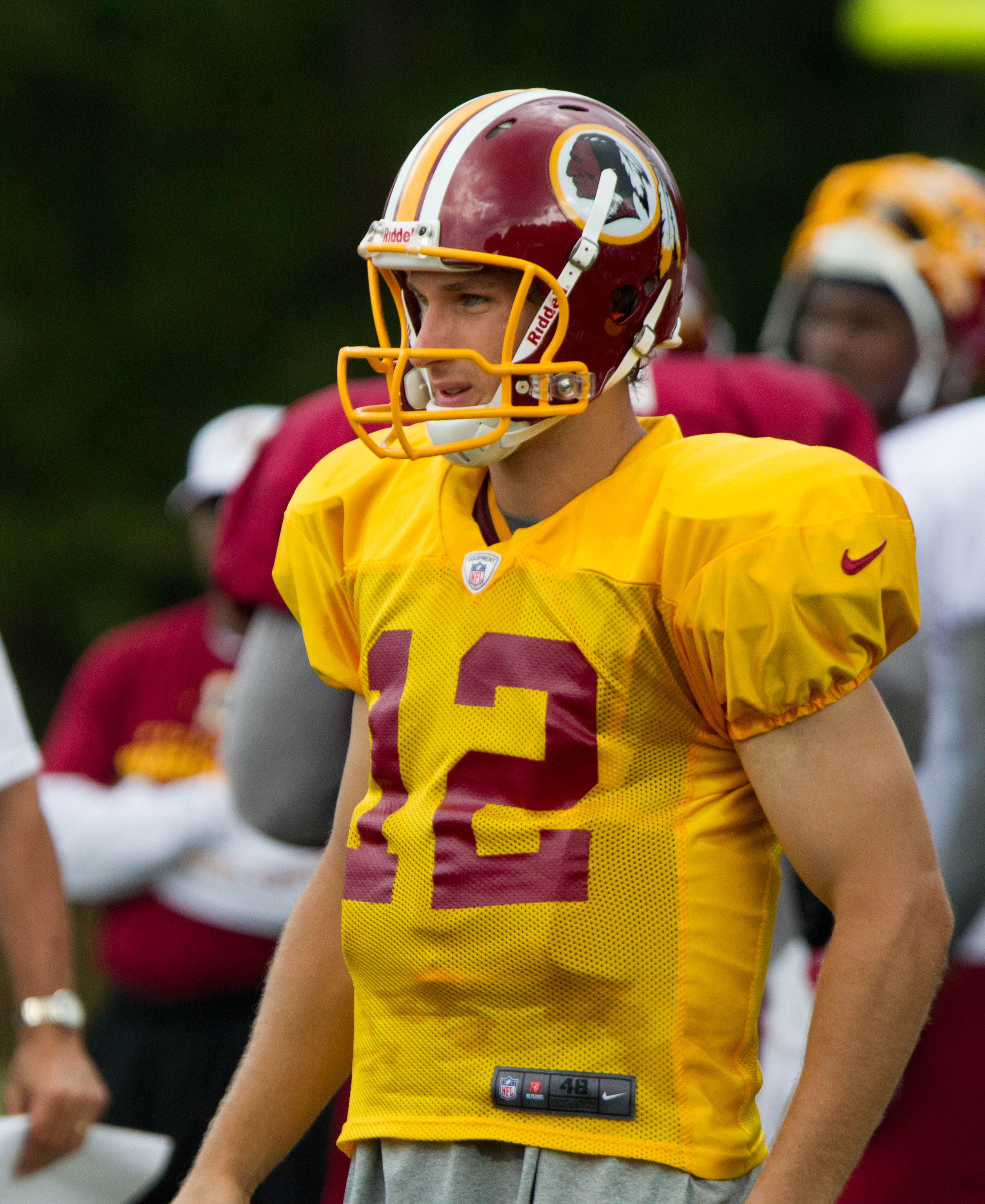
Cousing nel training camp 2012.

Griffin si infortunò nuovamente a un ginocchio nel quarto periodo della settimana 14 contro i Baltimore Ravens. Cousins subentrò al suo posto coi Redskins sotto di otto punti a pochi minuti dal termine conducendoli alla vittoria: prima passò il touchdown che riportò sotto Washington a meno due e poi segnò egli stesso la conversione da due punti che impattò il match portandolo ai supplementari. Nell'overtime i Redskins calciarono il field goal della vittoria, segnato da Kai Forbath. Il quarterback terminò la gara con due 2 passaggi completati su 2 tentativi per 26 yard, un passaggio da touchdown e un passer rating perfetto di 158,3.
Coi Redskins decisi a non rischiare la loro stella, Cousins fu nominato per la prima volta titolare nella gara successiva contro i Cleveland Browns. Kirk non fece rimpiangere RG3 giocando una grande gara e conducendo i Redskins alla vittoria e al primo posto nella NFC East grazie alla contemporanea sconfitta dei New York Giants. Il quarterback concluse con 329 yard passate, 2 touchdown e un intercetto venendo premiato come rookie della settimana.
Cousins disputò l'ultima gara della stagione nel primo turno di playoff quando, a risultato ormai compromesso, rilevò il dolorante Griffin contro i Seattle Seahawks nel quarto periodo completando 3 passaggi su 10 tentativi per 31 yard.

#### Stagione 2013
A causa dei postumi del grave infortunio, Griffin faticò per tutto l'anno e all'alba della settimana 15 i Reskins decisero di lasciarlo inattivo per quel turno e di nominare Cousins come titolare per la prima volta in stagione contro gli Atlanta Falcons, gara in cui passò 381 yard, 3 touchdown e 2 intercetti ma che la sua squadra perse per un solo punto dopo il fallito tentativo di conversione da 2 punti a 18 secondi dal termine. Washington perse anche la settimana seguente contro i Cowboys che segnarono il touchdown del sorpasso a un minuto dal termine. Cousins terminò la gara con 197 yard passate, 1 TD e 1 intercetto. Nemmeno nell'ultima gara dell'anno Washington riuscì a vincere, soccombendo 20-6 in casa dei Giants con 169 yard passate e 2 intercetti subiti da Cousins.

#### Stagione 2014

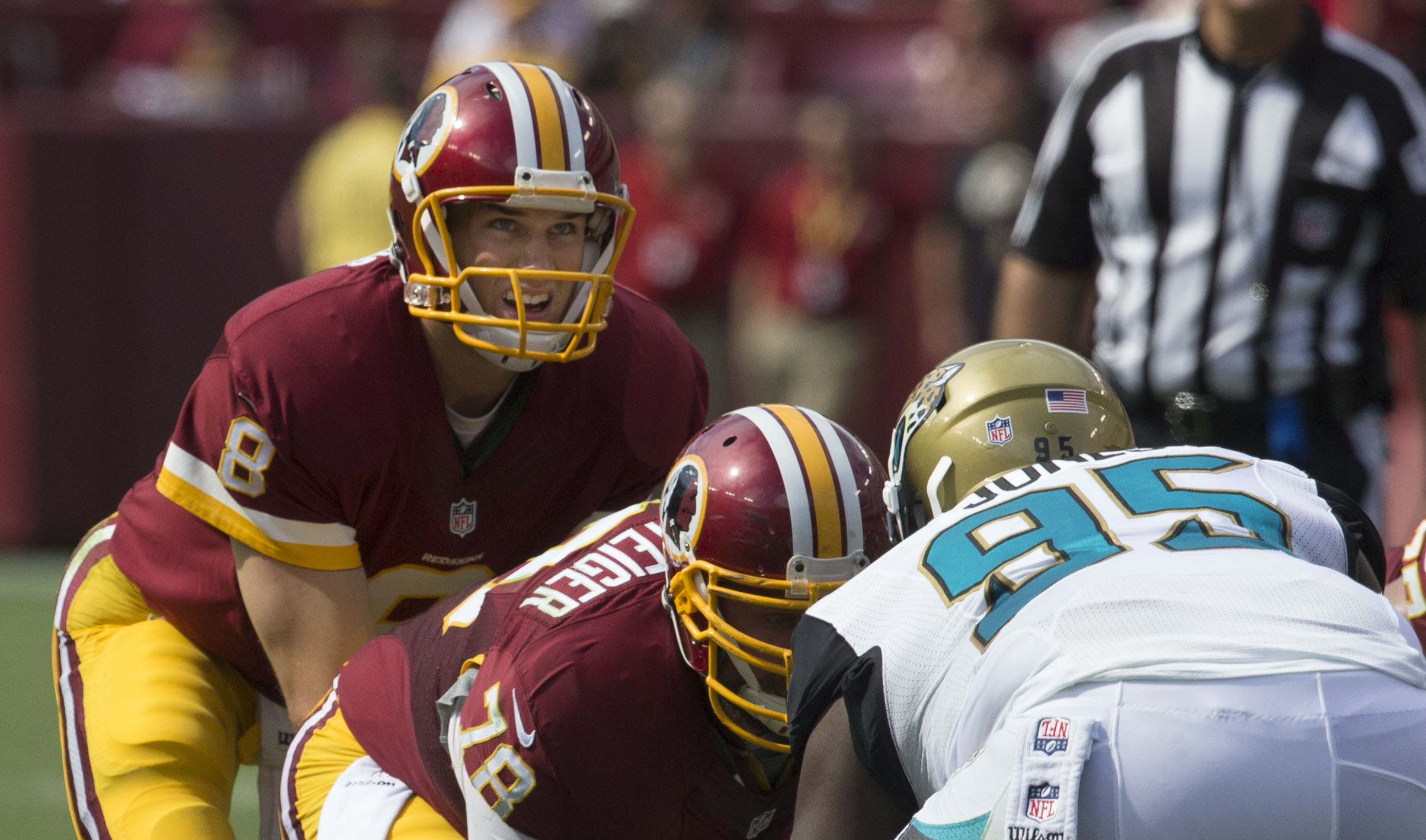
Cousins nel 2014 contro i Jaguars.

Cousins debuttò nella stagione 2014 nella settimana 2 contro i Jacksonville Jaguars quando Robert Griffin III si infortunò a inizio gara, non facendo più ritorno in campo. Kirk partì completando 12 passaggi consecutivi, un record personale, e concluse con 250 yard passate e 2 touchdown nella netta vittoria 41-10, la prima della stagione di Washington. Partito come titolare la domenica successiva, venne premiato come quarterback della settimana dopo avere passato un nuovo record personale di 427 yard con tre touchdown e un intercetto subito nel finale di gara, con i Redskins che furono battuti dagli Eagles in una sfida dall'alto punteggio. Di segnò opposto fu la partita di quattro giorni dopo persa in maniera netta coi Giants in cui perse cinque palloni (di cui quattro intercetti). Dopo altre prestazioni di basso profilo, Cousins fu sostituito dal terzo quarterback Colt McCoy all'inizio del secondo tempo della gara della settimana 7 contro i Tennessee Titans, dopo che aveva subito un intercetto e perso un fumble.

#### Stagione 2015
Il 31 agosto, dopo la terza gara di pre-stagione, Cousins fu nominato quarterback titolare dall'allenatore Jon Gruden per l'inizio della stagione regolare 2015. Dopo una sconfitta coi Dolphins nel primo turno, la prima vittoria giunse in casa contro i Rams in cui Cousins completò 23 passaggi su 27 per 203 e un touchdown. Nel quarto turno guidò la squadra alla vittoria con il touchdown del sorpasso a Pierre Garçon a 26 secondi dal termine in una gara dai diversi cambi di leadership.

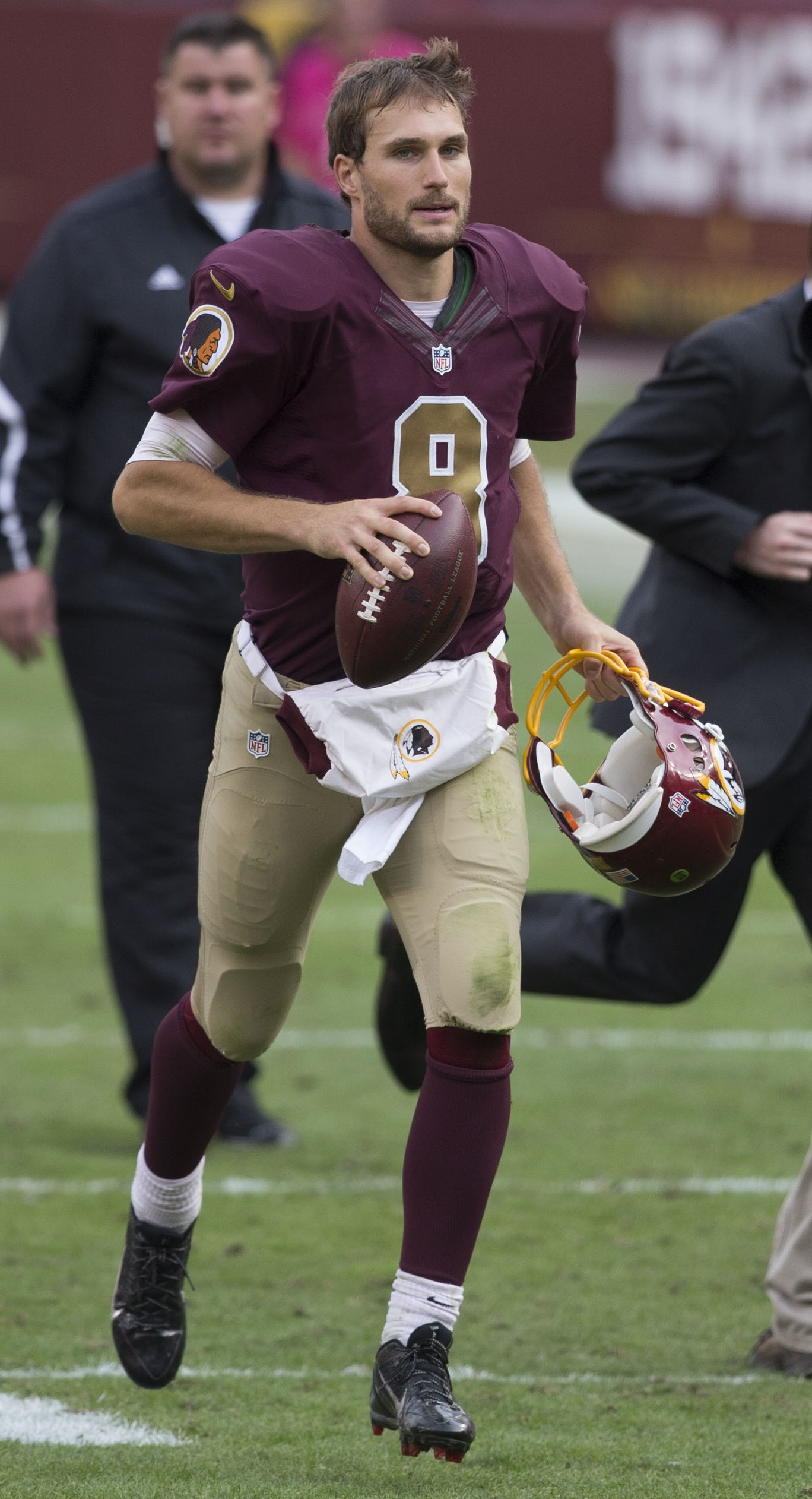
Cousins con la vecchia uniforme dei Redskins nel 2015

Nella settimana 7, con tre passaggi da touchdown nel secondo tempo, Cousins portò i Redskins a rimontare un record di franchigia di 24 punti ai Tampa Bay Buccaneers, andando a vincere per 31-30. La sua prova si concluse con 33 passaggi completati su 40 tentativi e 317 yard passate, venendo premiato come miglior giocatore offensivo della NFC della settimana.
Nel decimo turno, Cousins passò un nuovo primato personale di 4 touchdown, completando 19 passaggi su 24 tentativi per 324 yard e il secondo passer rating perfetto della carriera. I Redskins batterono i Saints per 47-17, il loro maggior margine di vittoria dal 2005. Per la seconda volta in stagione fu premiato come giocatore offensivo della NFC della settimana. Dopo una sconfitta con gli imbattuti Panthers, Cousins passò un TD da 63 yard a DeSean Jackson e ne segnò uno su corsa nella vittoria interna sui Giants che permise ai Redskins di raggiungerli in vetta alla division.
Dopo una sconfitta nel Monday Night Football contro i Cowboys, Cousins guidò la squadra a interrompere una striscia nove sconfitte consecutive in trasferta battendo i Bears in una gara in cui passò un TD e ne segnò uno su corsa. La settimana seguente la squadra vinse due gare consecutive per la prima volta dopo oltre un anno, con il quarterback eguagliò il proprio primato personale con quattro passaggi da touchdown e ne segnò un quinto su corsa contro i Buffalo Bills.

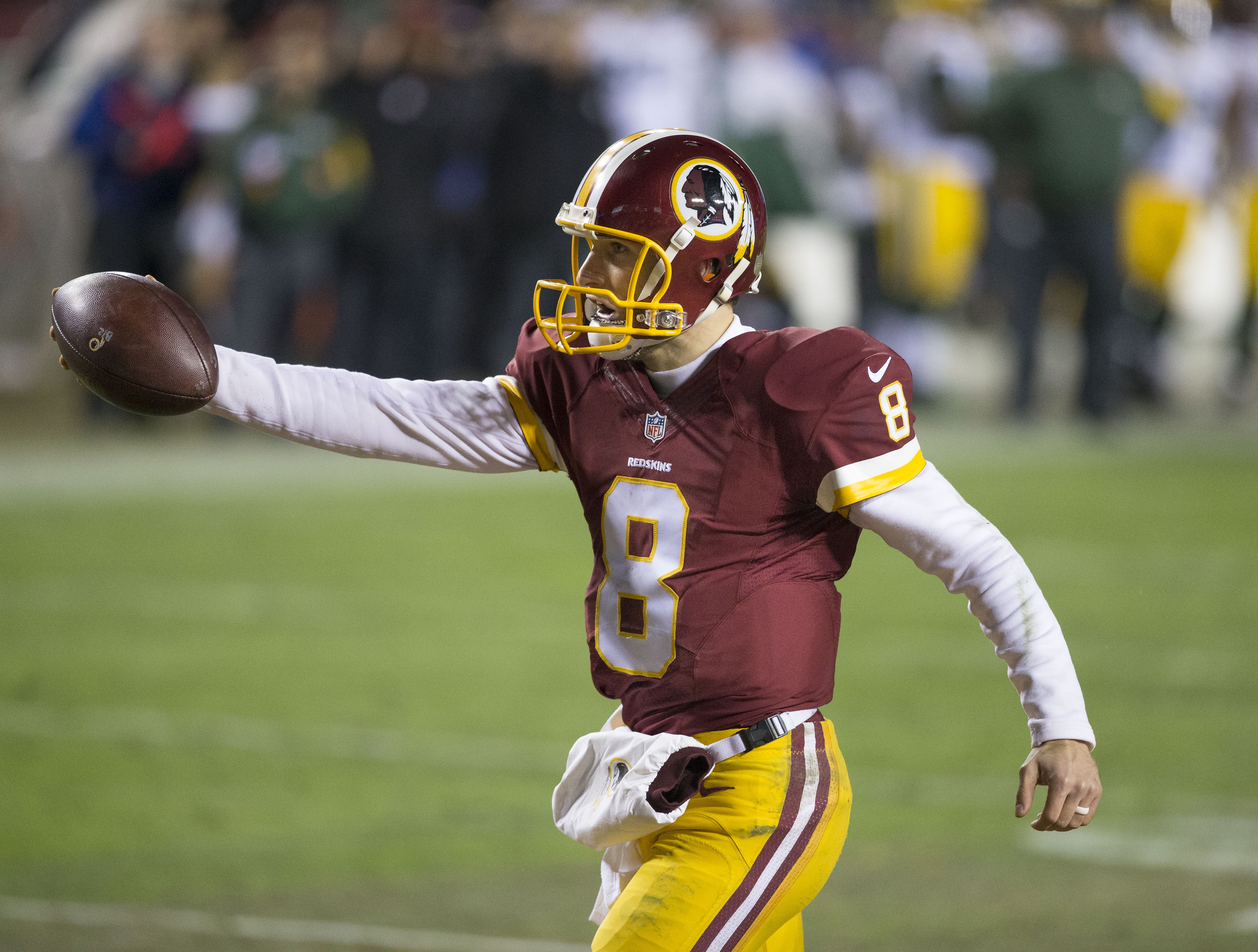
Cousins nei playoff 2015-2016

Il 26 dicembre, nel penultimo turno della stagione regolare, i Redskins affrontarono gli Eagles al Lincoln Financial Field con in palio il titolo di division. Cousins passò un massimo stagionale di 365 yard e con quattro touchdown portò la sua squadra a vincere per 38-24 e a conquistare la NFC East per la prima volta dal 2012. Nell'ultimo ininfluente turno stagionale, giocò solo il primo tempo passando 3 touchdown e superando il record di franchigia di Jay Schroeder per yard passate in una stagione, portandolo a 4.166. Alla fine di dicembre fu premiato come giocatore offensivo della NFC del mese in cui passò 15 touchdown e subì un solo intercetto. I suoi 29 passaggi da touchdown stagionali furono il secondo risultato della storia dei Redskins dopo i 31 di Sonny Jurgensen di 48 anni prima, mentre la sua percentuale di completamento dei passaggi di 69,8 fu la migliore della NFL.
Nel primo turno di playoff, giocato in casa contro i Green Bay Packers, 329 yard e un touchdown passati, oltre a un secondo segnato su corsa da Cousins, non riuscirono ad evitare ai Redskins la sconfitta per 35-18.

#### Stagione 2016
Il 1º marzo 2016, i Redskins applicarono su Cousins la franchise tag, garantendogli un contratto di 19,953 milioni di dollari per la stagione a venire. Durante la gara delle International Series nella settimana 9 contro i Cincinnati Bengals al Wembley Stadium, Cousins lanciò un nuovo primato personale di 458 yard, in una gara terminata con un pareggio per 27–27. Nell'undicesimo turno, vinto contro i Packers, passò 375 yard e 3 touchdown che gli valsero per la terza volta in carriera il premio di miglior giocatore offensivo della NFC della settimana per la seconda di quarterback della settimana. Alla fine di novembre, Cousins fu premiato per la seconda volta in carriera come giocatore offensivo della NFC del mese in cui in tre gare passò una media di 362 yard a partita, con otto touchdown e nessun intercetto subito, mentre i Redskins ebbero un record di 2-1. La stagione di Cousins si concluse al terzo posto nella NFL con 4.917 yard passate, 25 touchdown e 12 intercetti subiti, venendo convocato per il suo primo Pro Bowl al posto di Matt Ryan impegnato nel Super Bowl LI. I Redskins terminarono con un record di 8-7-1 al terzo posto in una competitiva NFC East division, rimanendo fuori dai playoff.

#### Stagione 2017

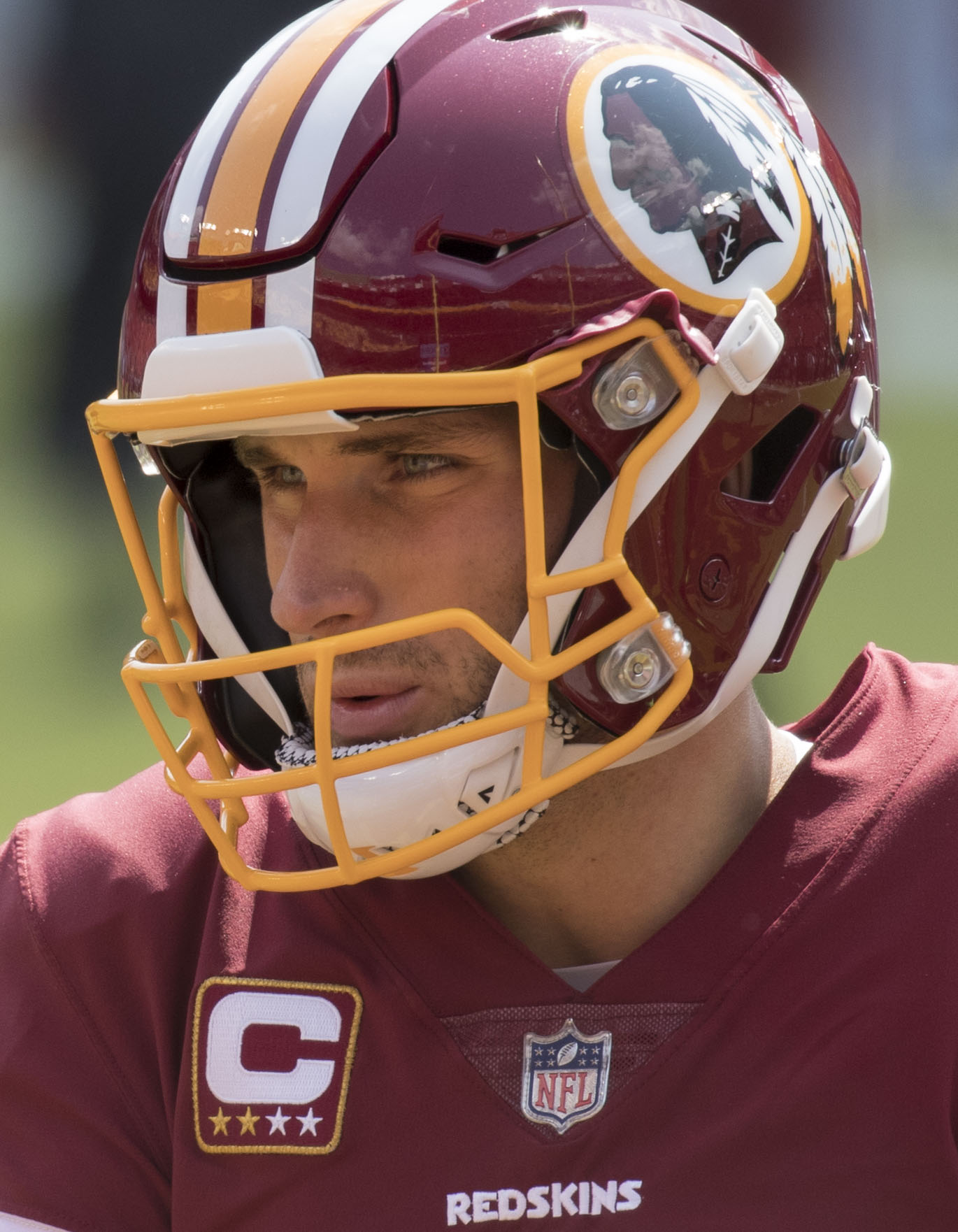
Cousins nel 2017

Dopo una sconfitta all'esordio contro gli Eagles, i Redskins vinsero due gare contro i Los Angeles Rams e gli Oakland Raiders, nella seconda delle quali Cousins completò 25 passaggi su 30 per 365 yard e 3 touchdown, venendo premiato come miglior giocatore offensivo della NFC della settimana. Nella settimana 10 contro i Vikings pareggiò il proprio primato personale segnando due touchdown su corsa. La stagione dei Redskins si concluse fuori dai playoff con un record di 7-9, mentre Cousins superò per il terzo anno consecutivo le 4.000 yard passate, con 27 touchdown e 13 intercetti subiti.

### Minnesota Vikings
Il 15 marzo 2018 Cousins firmò un contratto triennale del valore di 84 milioni di dollari con i Minnesota Vikings. Divenne così il primo giocatore della storia a firmare un contratto pluriennale interamente garantito.

#### Stagione 2018
Nella prima partita con la nuova maglia portò i Vikings alla vittoria casalinga sui 49ers passando 244 yard e 2 touchdown. Seguirono un pareggio e due sconfitte prima di fare ritorno alla vittoria nel quinto turno contro gli Eagles campioni in carica in cui passò 301 yard e un TD. La sua stagione si chiuse con 4.298 yard passate, 30 touchdown e 10 intercetti, mentre i Vikings non si qualificarono per i playoff.

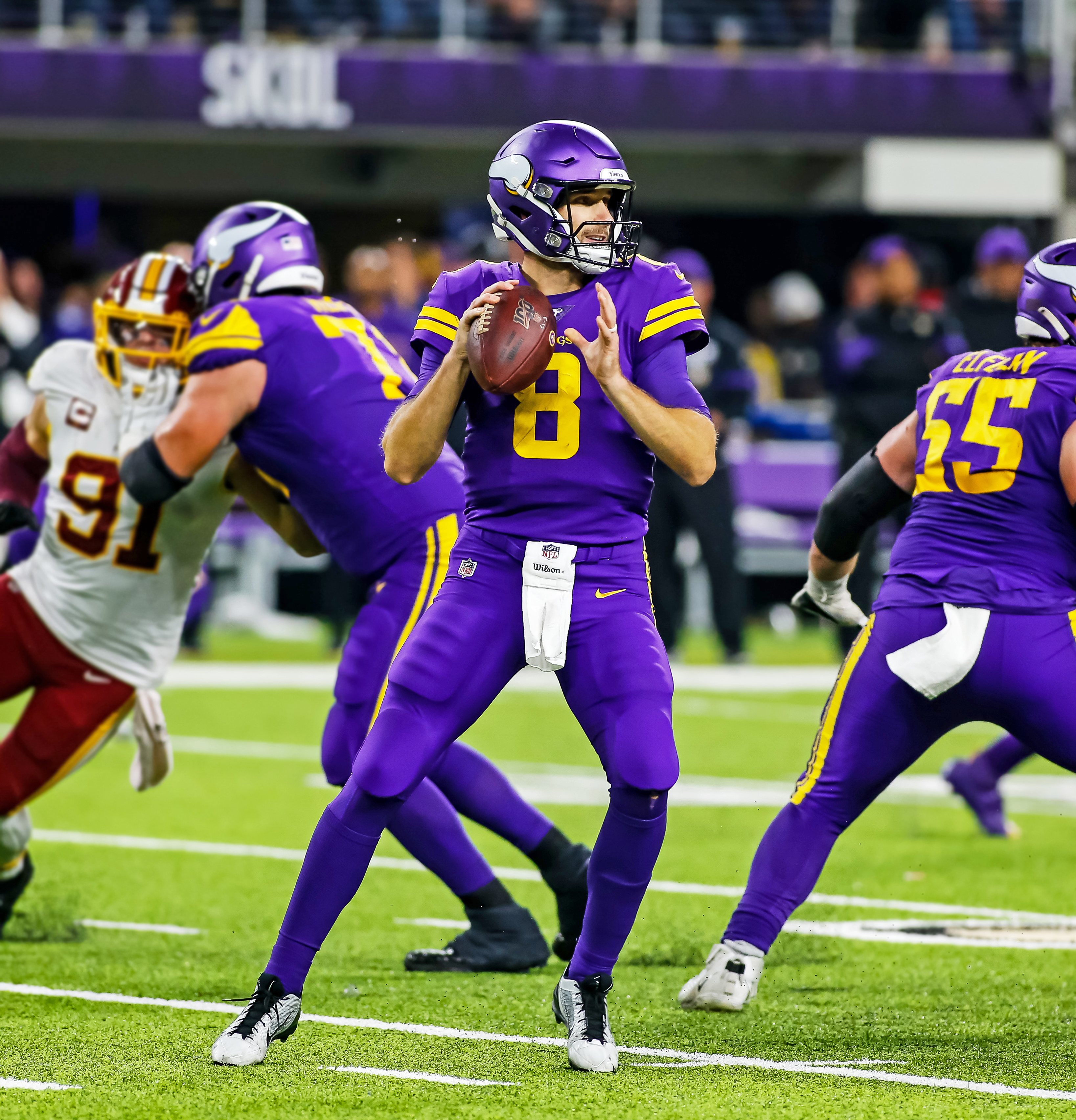
Cousins nel 2019 contro la sua ex squadra, i Redskins

#### Stagione 2019
Nelle prime gare della stagione 2019, Cousins subì diverse critiche dagli addetti ai lavori e dai suoi stessi ricevitori, prima di disputare una gara di alto livello nella vittoria sui Giants in cui passò 306 yard e 2 touchdown. Nel sesto turno fu premiato come quarterback della settimana dopo avere passato 333 yard e 4 touchdown contro i Philadelphia Eagles. Sette giorni dopo divenne il primo quarterback della storia a passare per tre gare consecutive 300 yard ed avere un passer rating di 130, andando a vincere sul campo dei Lions. Alla fine di ottobre Cousins fu premiato come giocatore offensivo del mese della NFC in cui guidò la NFL in passer rating, touchdown passati e fu secondo in yard passate. A fine stagione fu convocato per il suo secondo Pro Bowl al posto dell'infortunato Aaron Rodgers dopo avere passato 3.603 yard, 26 touchdown e 6 intercetti per un passer rating di 107,4, il migliore in carriera. I Vikings si qualificarono ai playoff come wild card con un record di 10-6.
Nel primo turno di playoff Cousins portò la squadra alla vittoria in casa dei New Orleans Saints passando 242 yard e il touchdown della vittoria per Kyle Rudolph ai tempi supplementari. La stagione dei Vikings si chiuse la settimana successiva in casa dei San Francisco 49ers. Cousins concluse la sfida con 172 yard passate, un touchdown e un intercetto subito.

#### Stagione 2020
Il 16 marzo 2020 Cousins firmò un prolungamento biennale con i Vikings del valore di 66 milioni di dollari. Dopo una sconfitta al debutto, il quarterback disputò una delle peggiori prestazioni in carriera nel secondo turno subendo 3 intercetti nella sconfitta contro gli Indianapolis Colts. La prima vittoria stagionale giunse nella settimana 4 contro gli Houston Texans in cui passò 260 yard e un touchdown. Nel decimo turno, Cousins, al decimo tentativo, vinse la sua prima gara nel Monday Night Football passando 292 yard, 2 touchdown e un intercetto contro i Chicago Bears. Due settimane dopo guidò il drive della vittoria in rimonta con il passaggio da touchdown per Chad Beebe a meno di un minuto dal termine contro i Panthers. La sua partita terminò con 305 yard passate e 3 touchdown, venendo premiato come giocatore offensivo della NFC della settimana. Nell'ultimo turno passò 405 yard e 3 touchdown nella vittoria sui Lions, venendo di nuovo premiato come giocatore offensivo della settimana.

#### Stagione 2021
Nella settimana 3 della stagione 2021 Cousins batté per la prima volta in carriera i Seattle Seahawks con 323 yard passate e 3 touchdown. La sua stagione si chiuse col quarto miglior passer rating della lega, 103,1, venendo convocato per il suo terzo Pro Bowl al posto dell'infortunato Kyler Murray.

#### Stagione 2022
Il 13 marzo 2022 Cousins firmò un rinnovo contrattuale di un anno con i Vikings del valore di 35 milioni di dollari, tutti garantiti. Nel debutto stagionale contro i Packers passò 277 yard e 2 touchdowns, con un passer rating di 118,9 nella vittoria per 23-7. Nella settimana 6 contro i Miami Dolphins passò 175 yard e 2 touchdown nella vittoria per 24-16.
Dopo il turno di pausa, Cousins passò 232 yard e 2 touchdown nella vittoria per 34-26 sugli Arizona Cardinals. Nel decimo turno contro i Buffalo Bills passò 357 yard, con un touchdown e 2 intercetti nella vittoria per 33-30 ai tempi supplementari che portò i Vikings a partire con un record di 8-1. Nella settimana 15 contro gli Indianapolis Colts, Cousins completò 34 passaggi su 54 per un record in carriera di 460 yard, 4 touchdown e 2 intercetti, con un passer rating di 99,3, guidando i Vikings alla più ampia rimonta della storia della NFL: Minnesota infatti perdeva per 33-0 alla fine del primo tempo e andò a vincere per 39-36 ai tempi supplementari Grazie a questo successo la squadra si aggiudicò il primo titolo di division dal 2017 mentre Cousins fu premiato sia come giocatore offensivo NFC della settimana che come quarterback della settimana.
Nel 16º turno Cousins pareggiò i record per il maggior numero di drive vincenti e di rimonte nel quarto quarto in una stagione, entrambi con 8. Entrambi i record sono condivisi con Matthew Stafford (2016). A fine stagione fu convocato per il suo quarto Pro Bowl dopo essersi classificato quinto nella NFL sia in yard passate (4.537) che in passaggi da touchdown (29). Nel primo turno di playoff i Vikings furono subito eliminati in casa dai Giants con Cousins che passò 273 yard e 2 touchdown, più un terzo segnato su corsa, nel 31-24 finale.

#### Stagione 2023
Il 14 marzo 2023 Cousins allungò di tre anni il suo contratto con i Vikings, con un accordo per un compenso annuale di 30 milioni di dollari comprensivo del bonus di 20 milioni di dollari spettante a chiusura della stagione 2022 spalmato sulle tre annualità.
Nella gara d'esordio stagionale, la sconfitta 17-20 contro i Tampa Bay Buccaneers di settimana 1, Cousins lanciò 33 completi su 44 passaggi tentati per 344 yard, due touchdown, un intercetto ma anche due fumble persi. Nella partita successiva, la sconfitta 34-28 contro i Philadelphia Eagles nel Thursday Night Football, Cousins ebbe un'altra prestazione importante, 
con 31 completati su 44 passaggi per 364 yard, quattro touchdwon passati e nessun intercetto, in una gara però compromessa dai quattro fumble persi dai Vikings, e che li vedeva in svantaggio 7-27 alla fine del terzo quarto di gioco. Anche nella gara del terzo turno Cousins ebbe numeri notevoli, con 32 completi su 50 passaggi per 367  yard, tre touchdown passati e un intercetto, ma pure questa volta i Vikings uscirono sconfitti con i Los Angeles Chargers che si imposero 28-24. La prima vittoria stagionale arrivò nella settimana 4 contro i Carolina Panthers con Cousins che lanciò 12 completi su 19 per 273 yard, due touchdown e due intercetti. Nella gara dell'ottavo turno, la vittoria 24-10 contro i Green Bay Packers, Cousins lanciò 23 completi su 31 passaggi tentati per 274 yard e due touchdown prima di dover abbandonare la gara nell'ultimo quarto di gioco per un infortunio. Subito dopo la partita il capo-allenatore dei Vikings Kevin O’Connell annunciò che si temeva per Cousins un infortunio al tendine d'Achille, eventualità che avrebbe significato la fine anticipata della sua stagione, mentre stava guidando la NFL in passaggi da touchdown. La risonanza magnetica effettuata il giorno successivo confermò la gravità dell'infortunio e la fine prematura dell'annata di Cousins, che si sottopose ad un intervento chirurgico di ricostruzione del tendine il 1º novembre 2023. Il suo passer rating di 103,8 fu il terzo migliore della NFL a fine stagione.

### Atlanta Falcons

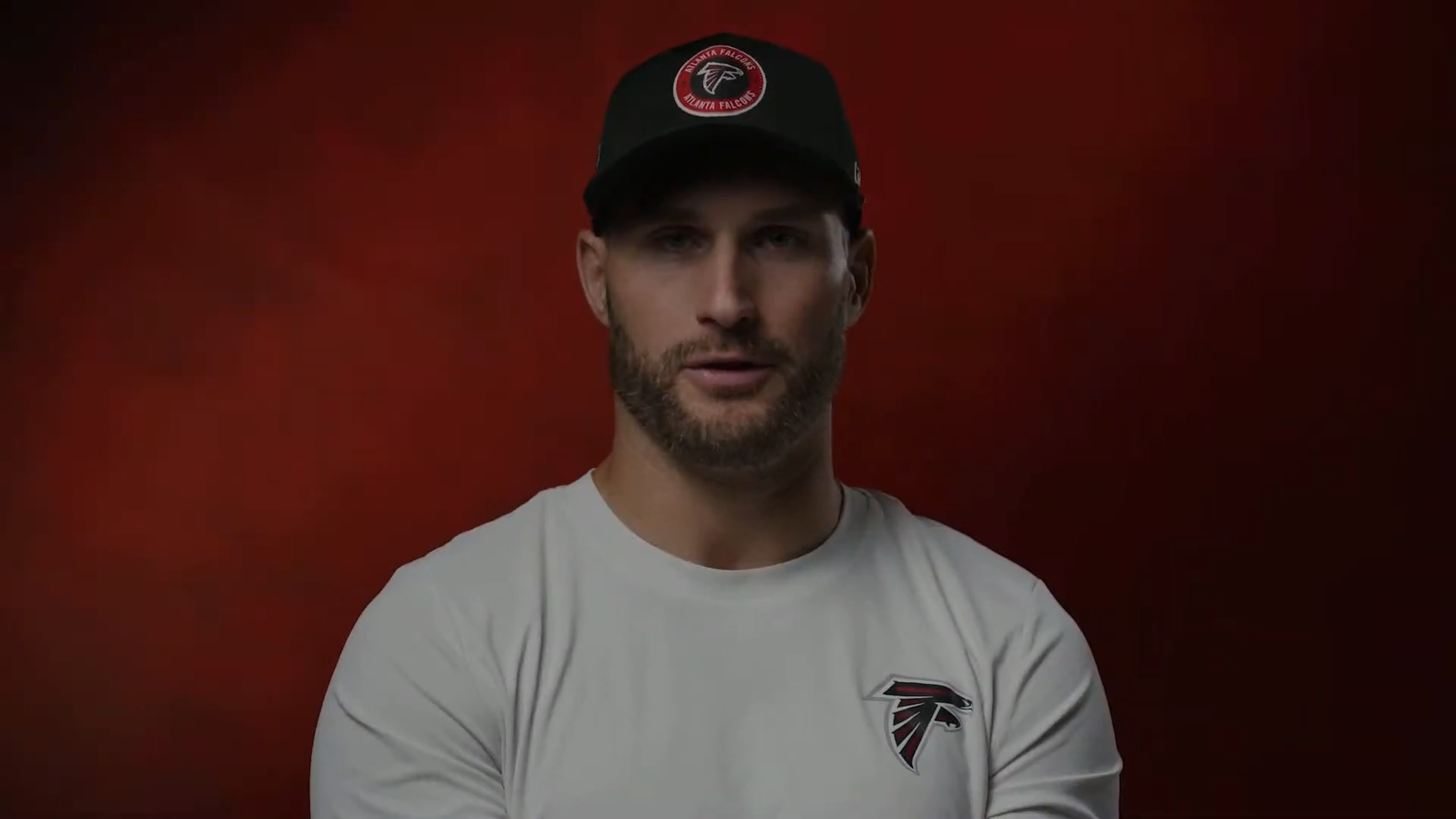
Cousins nel 2024

L'11 marzo 2024 Cousins firmò un contratto quadriennale con gli Atlanta Falcons dal valore di 180 milioni di dollari, di cui 100 milioni garantiti. Fece ritorno in campo dall'infortunio nel primo turno contro Pittsburgh in cui apparve arrugginito e mai in grado di trovare il giusto ritmo, terminando con un touchdown e due intercetti subiti nella sconfitta. Nell'anticipo del quinto turno, vinto ai tempi supplementari contro i Tampa Bay Buccaneers, passò 506 yard, 4 touchdown e un intercetto nel 36-30 finale. Fu il primo giocatore della storia a passare 500 yard in una gara del giovedì e anche il primo a passare oltre 450 yard con tre diverse squadre. Per questa prestazione fu premiato come miglior giocatore offensivo della NFC della settimana. Ottenne lo stesso riconoscimento tre settimane dopo per la sua prova ancora contro i Buccaneers in cui passò 276 yard e 4 touchdown nella vittoria per 31-26.
Nella settimana 15, Cousins passò un minimo stagionale di 112 yard e un intercetto contro i Las Vegas Raiders ma interruppe una striscia di cinque gare consecutive senza passare un touchdown, nella vittoria per 15-9. Il giorno successivo, il capo-allenatore Raheem Morris annunciò che il rookie Michael Penix Jr. sarebbe partito come titolare nella settimana 16. Prima di essere messo in panchina, Cousins guidava la lega con 16 intercetti e alla pari in fumble.

## Statistiche

### Stagione regolare
| 2012   | WAS    | 3   | 1   | 33    | 48    | 68,8 | 466    | 9,7 | 4   | 3   | 101,6 | 3   | 22  | 7,3 | 0  | 3   | 27    | 1  | 0  |
| 2013   | WAS    | 5   | 3   | 81    | 155   | 52,3 | 854    | 5,5 | 4   | 7   | 58,4  | 4   | 14  | 3,5 | 0  | 5   | 32    | 3  | 2  |
| 2014   | WAS    | 6   | 5   | 126   | 204   | 61,8 | 1.710  | 8,4 | 10  | 9   | 86,4  | 7   | 20  | 2,9 | 0  | 8   | 70    | 2  | 2  |
| 2015   | WAS    | 16  | 16  | 379   | 543   | 69,8 | 4.166  | 7,7 | 29  | 11  | 101,6 | 26  | 48  | 1,8 | 5  | 26  | 186   | 9  | 3  |
| 2016   | WAS    | 16  | 16  | 406   | 606   | 67,0 | 4.917  | 8,1 | 25  | 12  | 97,2  | 34  | 96  | 2,8 | 4  | 23  | 190   | 9  | 3  |
| 2017   | WAS    | 16  | 16  | 347   | 540   | 64,3 | 4.093  | 7,6 | 27  | 13  | 93,9  | 49  | 179 | 3,7 | 4  | 41  | 342   | 13 | 5  |
| 2018   | MIN    | 16  | 16  | 425   | 606   | 70,1 | 4.298  | 7,1 | 30  | 10  | 99,7  | 44  | 123 | 2,8 | 1  | 40  | 262   | 9  | 7  |
| 2019   | MIN    | 15  | 15  | 307   | 444   | 69,1 | 3.603  | 8,1 | 26  | 6   | 107,4 | 31  | 63  | 2,0 | 1  | 28  | 206   | 10 | 3  |
| 2020   | MIN    | 16  | 16  | 349   | 516   | 67,6 | 4.265  | 8,3 | 35  | 13  | 105,0 | 32  | 156 | 4,9 | 1  | 39  | 256   | 9  | 5  |
| 2021   | MIN    | 16  | 16  | 372   | 561   | 66,3 | 4.221  | 7,5 | 33  | 7   | 103,1 | 29  | 115 | 4,0 | 1  | 28  | 197   | 12 | 2  |
| 2022   | MIN    | 17  | 17  | 424   | 643   | 65,9 | 4.547  | 7,1 | 29  | 14  | 92,5  | 31  | 97  | 5,7 | 2  | 46  | 329   | 7  | 3  |
| 2023   | MIN    | 8   | 8   | 216   | 311   | 69,5 | 2.331  | 7,5 | 18  | 5   | 103,8 | 14  | 25  | 1,8 | 0  | 17  | 110   | 7  | 4  |
| Totale | Totale | 150 | 135 | 3.465 | 5.177 | 66,9 | 39.471 | 7,6 | 270 | 110 | 98,2  | 304 | 958 | 3,1 | 19 | 304 | 2.207 | 91 | 39 |

### Play-off
| 2012   | WAS    | 1 | 0 | 3   | 10  | 30,0 | 31    | 3,1 | 0 | 0 | 40,0  | 1 | 0  | 0,0  | 0 | 0  | 0   | 1 | 0 |
| 2015   | WAS    | 1 | 1 | 29  | 46  | 63,0 | 329   | 7,2 | 1 | 0 | 91,7  | 2 | 2  | 1,0  | 1 | 6  | 59  | 3 | 1 |
| 2019   | MIN    | 2 | 2 | 40  | 60  | 66,7 | 414   | 6,9 | 2 | 1 | 90,6  | 2 | −1 | −0,5 | 0 | 8  | 56  | 1 | 0 |
| 2022   | MIN    | 1 | 1 | 31  | 39  | 79,5 | 273   | 7,0 | 2 | 0 | 112,9 | 1 | 1  | 1,0  | 1 | 0  | 0   | 0 | 0 |
| Totale | Totale | 5 | 4 | 103 | 155 | 66,5 | 1.047 | 6,8 | 5 | 1 | 93,7  | 6 | 2  | 0,3  | 2 | 14 | 115 | 5 | 1 |

Fonte: Football Database
In grassetto i record personali in carriera —      leader della lega
Statistiche aggiornate alla settimana 8 della stagione 2023

## Palmarès
- Convocazioni al Pro Bowl: 4

2016, 2019, 2021, 2022
- MVP del Pro Bowl: 1

2022
- Giocatore offensivo della NFC del mese: 3

dicembre 2015, novembre 2016, ottobre 2019
- Giocatore offensivo della NFC della settimana: 9

7ª e 10ª del 2015, 11ª del 2016, 3ª del 2017, 12ª e 17ª del 2020, 15ª del 2022, 5ª e 8ª del 2024
- Quarterback della settimana: 4

3ª del 2014, 11ª del 2016, 6ª del 2019, 15ª del 2022
- Rookie della settimana: 1

15ª del 2012